# The White Diamond
Pour plus de détails, voir Fiche technique et Distribution.
The White Diamond est un documentaire allemand réalisé par Werner Herzog, sorti en 2004.

## Synopsis
Ce documentaire suit le travail de l'ingénieur aéronautique Graham Dorrington qui a conçu un ballon dirigeable pour étudier la canopée au Guyana.

## Fiche technique
- Titre : The White Diamond
- Réalisation : Werner Herzog
- Scénario : Rudolph Herzog et Annette Scheurich
- Pays d'origine : Allemagne, Japon, Royaume-Uni
- Format : Couleurs - 1,78:1 - 35 mm
- Genre : Documentaire, aventure
- Durée : 88 minutes
- Date de sortie : 2004

## Distribution
- Werner Herzog : Lui-même / narrateur
- Graham Dorrington : Lui-même
- Götz Dieter Plage : Lui-même
- Adrian de Schryver : Lui-même
- Annette Scheurich : Elle-même
- Marc Anthony Yhap : Lui-même
- Dr. Michael Wilk : Lui-même
- Anthony Melville : Lui-même
- Jan-Peter Meewes : Lui-même
- Jason Gibson : Lui-même